# Dasychira angelus
Dasychira angelus är en fjärilsart som beskrevs av Tschetverikov 1904. Dasychira angelus ingår i släktet Dasychira och familjen tofsspinnare. Inga underarter finns listade i Catalogue of Life.